# (5746) 1991 CK
Az (5746) 1991 CK a Naprendszer kisbolygóövében található aszteroida. Arai és Mori fedezte fel 1991. február 5-én.